# Seawolf-Klasse
Die Seawolf-Klasse ist eine Klasse von drei atomgetriebenen Jagd-U-Booten der United States Navy. Geplant wurde die Klasse gegen Ende des Kalten Krieges, ursprünglich sollte sie 29 Boote umfassen. Letztlich wurden aber auf Grund der geopolitischen Veränderungen nach dem Zusammenbruch der Sowjetunion nur drei gebaut. Die dritte Einheit wurde stark modifiziert, um sie auch für Spezialeinsätze verwenden zu können.

## Geschichte

### Planung und Bau

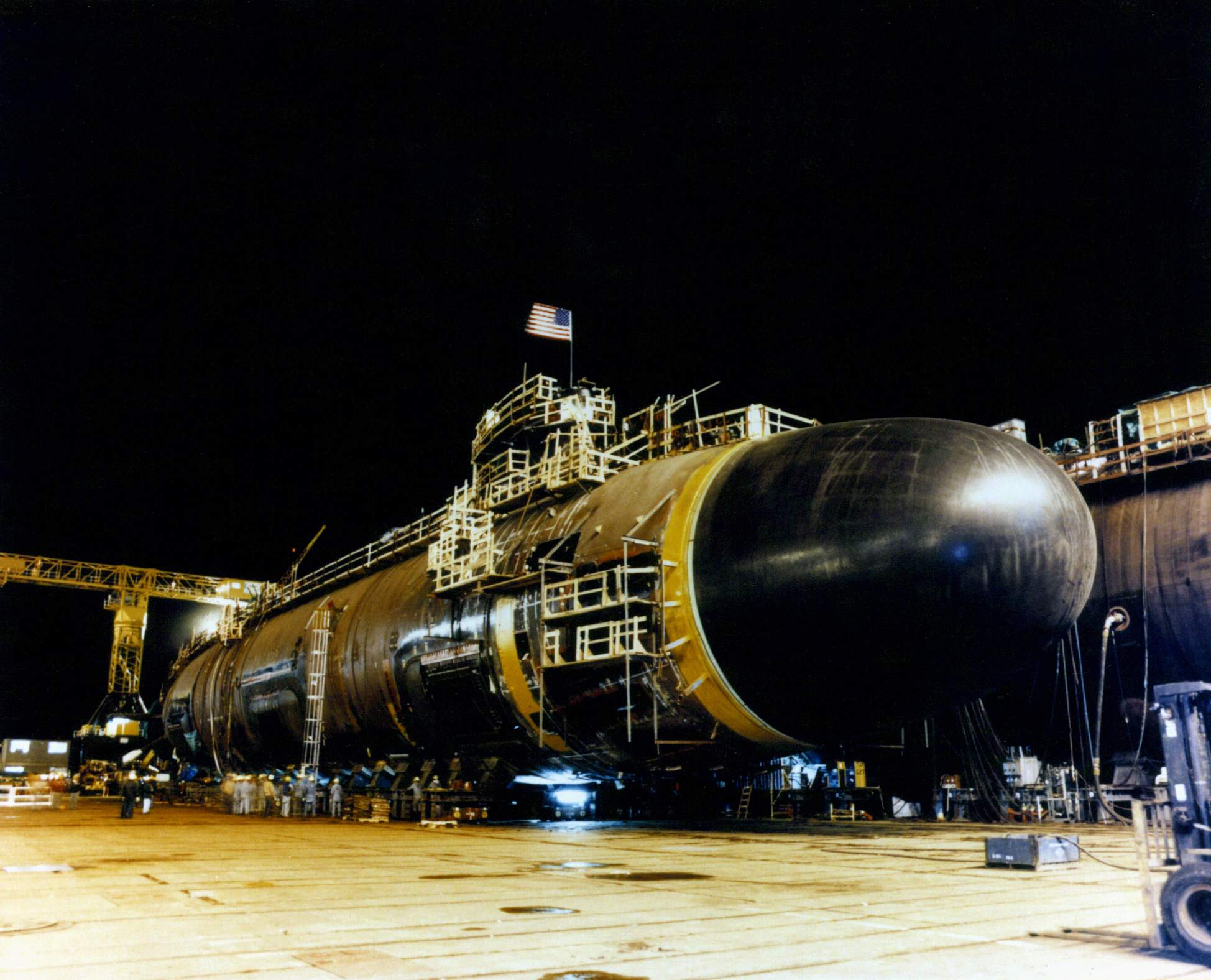
Seawolf während des Baus

Die Planung für die Seawolf-Klasse begann Mitte der 1980er-Jahre gegen Ende des Kalten Krieges, erklärtes Ziel war die Wahrung der Seehoheit durch die US Navy. Die Klasse sollte laut Planung die älteren Boote der Sturgeon- und Los-Angeles-Klasse ersetzen, insgesamt waren innerhalb von zehn Jahren 29 Boote vorgesehen.
Diese Zahl wurde jedoch nach dem Ende des Kalten Krieges schnell auf zunächst zwölf verkleinert, 1991 waren dafür 33,6 Mrd. US-Dollar (Dollarwert von 1998) vorgesehen. Das Ende der Blockkonfrontation jedoch bedeutete für die US Navy Einschnitte im Haushalt, welche dafür verantwortlich waren, dass die Weiterentwicklung und -produktion der Klasse nach nur drei Booten 1995 eingestellt wurde. Stattdessen werden die kleineren und laut Planung billigeren Boote der Virginia-Klasse gebaut. Insgesamt kostete das Seawolf-Programm die Navy ca. 7,4 Mrd. US-Dollar, darin sind Kosten für Entwurf, Bau sowie Ausrüstung der Schiffe enthalten, nicht jedoch zusätzliche Kosten für die Umrüstung der dritten Einheit.
Die Produktion erfolgte in Modularbauweise. Alle Einheiten wurden von Electric Boat gefertigt. In deren Werk in Quonset Point, Rhode Island wurden neben Turm sowie Bug und Heck acht weitere Sektionen gebaut, die bereits zu großen Teilen auch innen fertig ausgerüstet waren. Diese wurden zur Werft von EB nach Groton, Connecticut transportiert und dort zusammengeschweißt.
Bei der Nummerierung der Boote der Seawolf-Klasse (SSN-21 bis -23) wurde erstmals die sonst übliche, fortlaufende Nummerierung unterbrochen. Die eigentlichen Nummern für die Boote hätten SSN-774 bis -776 sein müssen. Die Klassifizierung als SSN-21 sollte symbolisieren, dass die USS Seawolf das erste U-Boot des 21. Jahrhunderts ist. Auch die Namensgebung ist alles andere als konsequent. Die erste Einheit wurde, wie vor der Los-Angeles-Klasse üblich, nach einer Fischart benannt, dem Seewolf. Die zweite Einheit erhielt den Namen Connecticut, nach dem US-Bundesstaat, was bisher Schlachtschiffen, Atomkreuzern und Raketen-U-Booten vorbehalten war, während die dritte Einheit nach einem US-Präsident  Jimmy Carter, benannt wurde, was sonst nuklearen Flugzeugträgern vorbehalten war.
Die Seawolf wurde 1989 auf Kiel gelegt, die Connecticut 1992 und die Jimmy Carter 1998. Erst jeweils mehr als fünf Jahre später liefen die Boote vom Stapel, zwischen 1997 und 2005 wurden sie in Dienst gestellt.

### Modifikationen

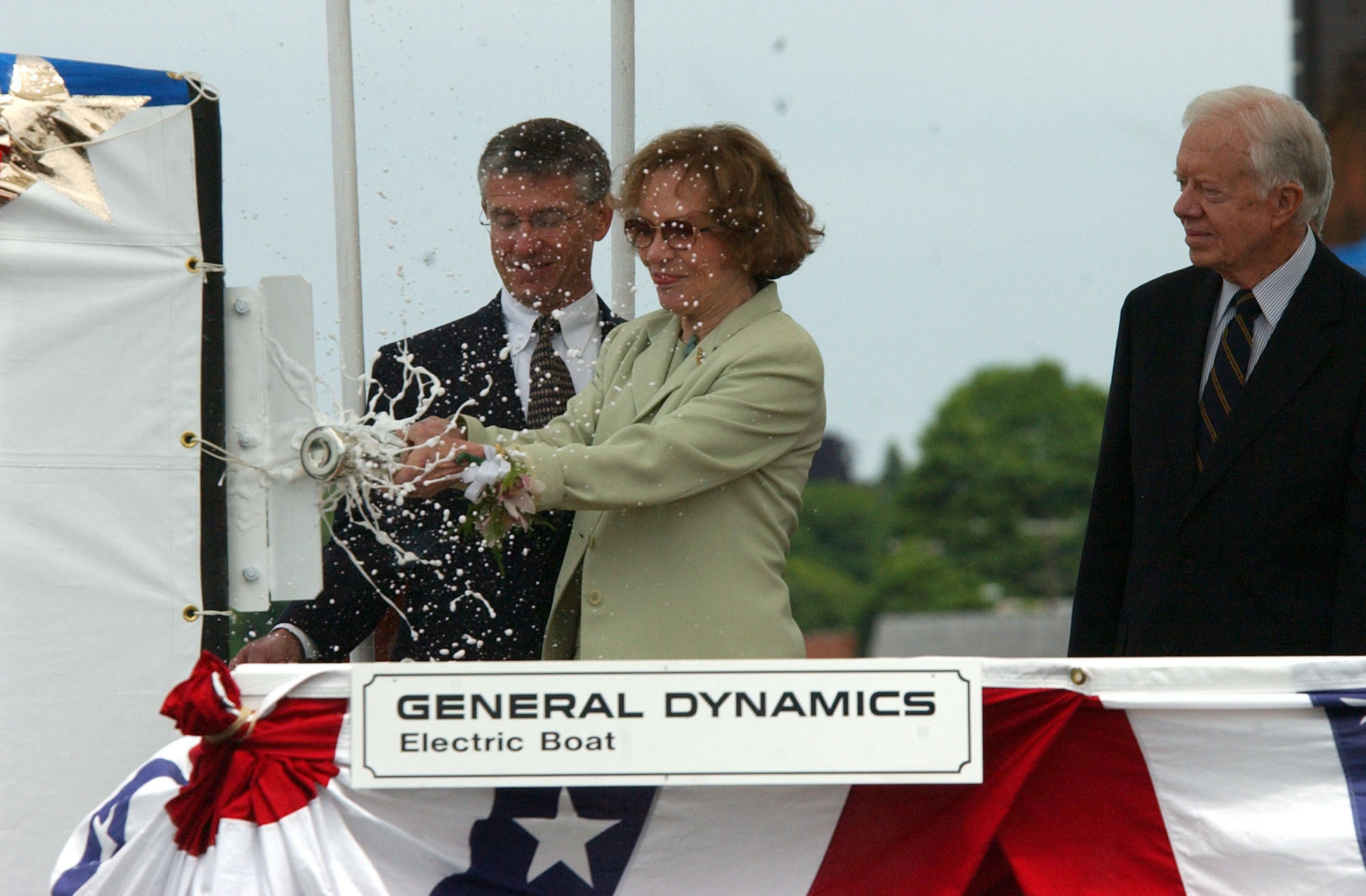
Taufe der Jimmy Carter unter Anwesenheit des ehemaligen Präsidenten

Für die Jimmy Carter wurde 1999, also noch während des Baus, ein Nachtragsauftrag für 887 Mio. US-Dollar vergeben. Dafür wurde hinter dem Turm eine 30 Meter lange, so genannte Multi-Mission Platform integriert, die das Starten von autonomen Unterwasserfahrzeugen sowie das Aussetzen von Tauchern und den Transport eines Dry Deck Shelters erlaubt.
Die Einheit ersetzt die 2004 außer Dienst gestellte USS Parche als Boot für Spezialeinsätze.

### Zwischenfälle
Am 2. Oktober 2021 kollidierte die USS Connecticut im Indopazifik unter Wasser mit einem unbekannten Gegenstand. Dabei wurden zwei Besatzungsmitglieder mittelschwer und neun weitere leicht verletzt. Laut Angaben der US-Marine wurden Funktionsfähigkeit und Sicherheit des Atomreaktors nicht beeinträchtigt.

### Gegenwart und Zukunft
Durch den Abbruch des Programms nach drei Einheiten stellen die Seawolfs nur einen kleinen Teil der U-Boot-Flotte der US Navy. Die älteren Boote der Los-Angeles-Klasse werden stattdessen von den Virginias abgelöst, die eher auf Aufgabenbereiche spezialisiert sind, die nach dem Ende des Kalten Krieges gefragt sind.
Die drei gebauten Einheiten der Seawolf-Klasse haben eine Lebenserwartung von 30 Jahren und werden demnach bis ca. 2030 in Dienst stehen.

## Einheiten
| Kennung             | Name           | Bauwerft              | Bestellung     | Kiellegung         | Stapellauf        | Indienststellung  |
| Seawolf-Gruppe      | Seawolf-Gruppe | Seawolf-Gruppe        | Seawolf-Gruppe | Seawolf-Gruppe     | Seawolf-Gruppe    | Seawolf-Gruppe    |
| ------------------- | -------------- | --------------------- | -------------- | ------------------ | ----------------- | ----------------- |
| SSN-21              | Seawolf        | Electric Boat, Groton | 9. Januar 1989 | 25. Oktober 1989   | 24. Juni 1995     | 19. Juli 1997     |
| SSN-22              | Connecticut    | Electric Boat, Groton | 3. Mai 1991    | 14. September 1992 | 1. September 1997 | 11. Dezember 1998 |
| Jimmy Carter-Gruppe |                |                       |                |                    |                   |                   |
| SSN-23              | Jimmy Carter   | Electric Boat, Groton | 29. Juni 1996  | 5. Dezember 1998   | 13. Mai 2004      | 19. Februar 2005  |

## Technik

### Rumpf

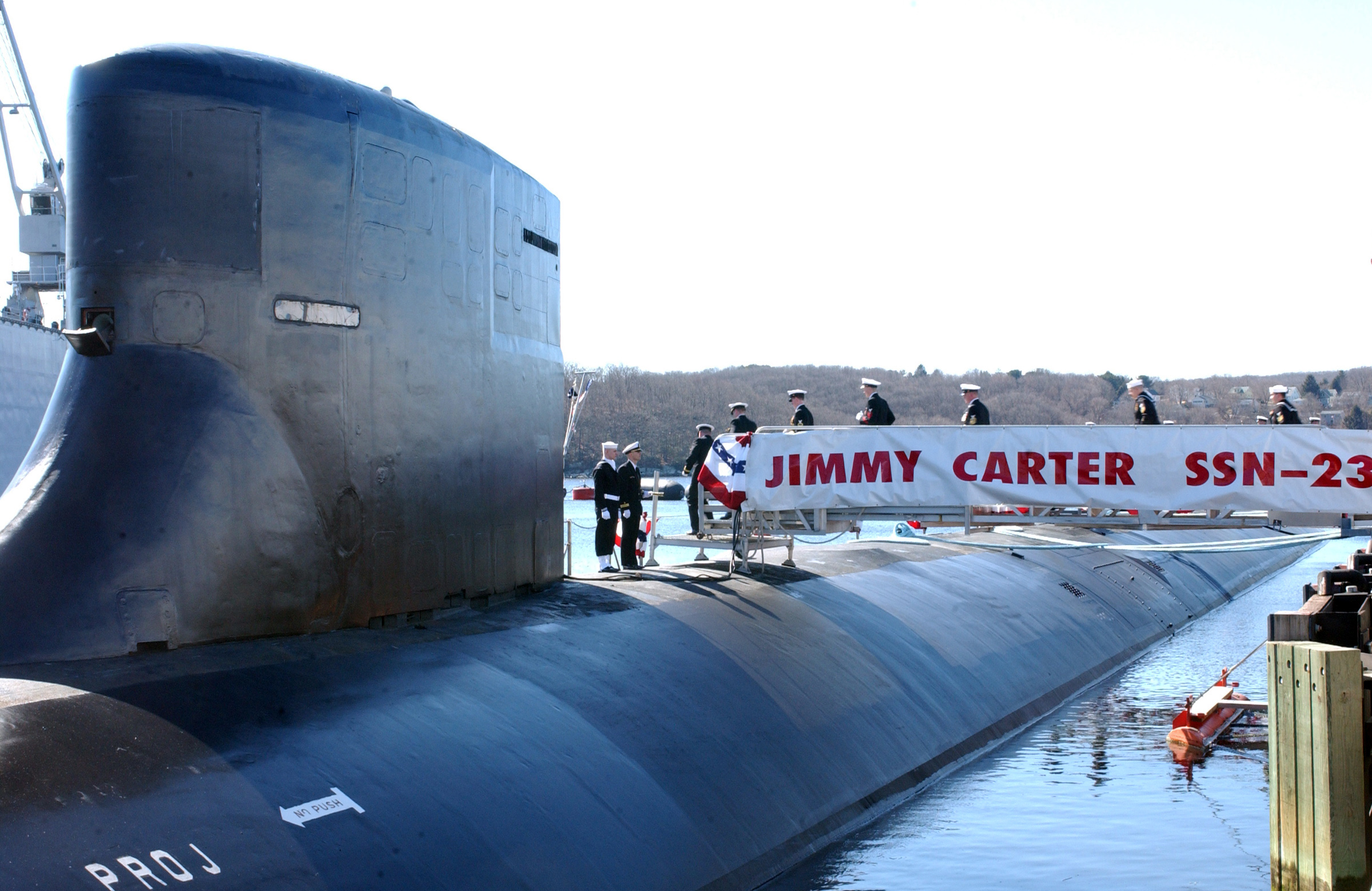
Nahansicht der Jimmy Carter

Der Rumpf der Boote der Seawolf-Klasse ist 108 Meter lang, die Multi-Mission Platform der Jimmy Carter verlängert diese auf 138 Meter; die Breite liegt bei allen Booten bei knapp über zehn Metern. Die Verdrängung beträgt über 9.000 Tonnen bzw. über 12.000 Tonnen für SSN-23. Der Rumpf besteht aus so genanntem HY-100-Stahl (High-Yield 100.000 psi, also Streckgrenze von 100.000 Pfund pro Quadratzoll, etwa 690 N/mm²), der den Booten eine größere Tauchtiefe garantieren soll als bei älteren Booten mit HY-80-Stahl. Die Navy gibt die Tauchtiefe mit 800+ Fuß (ca. 234 Meter) an, dies dürfte jedoch kaum die tatsächlich erreichbare Tiefe sein: Das Fachblatt Jane’s Fighting Ships spricht etwa von 2000 ft (ca. 610 Meter). Neben diesen hervorragenden mechanischen Eigenschaften besitzt der Stahl noch eine sehr gute Schweißeignung – für den Schiff- und vor allem U-Boot-Bau eine wichtige Eigenschaft.
Die Tiefenruder des Bootes befinden sich im vorderen Drittel an der Hülle und sind einziehbar, damit die Boote leichter durch arktisches Eis auftauchen können. Zu diesem Zweck wurde auch der Turm der Boote verstärkt. Vor einer Fahrt wird das gesamte Boot in einer Magnetic Silencing Facility genannten Anlage weitestgehend demagnetisiert, um eine Erfassung durch feindliche Magnetometer zu verhindern.

### Antrieb
Der Dampf für den Antrieb der Seawolf-Klasse wird von einem Nuklearreaktor vom Typ S6W erzeugt. Dabei steht S für den Typ (hier Submarine), 6 für die Reaktor-Generation des Herstellers, der durch das W gekennzeichnet ist, in diesem Fall Westinghouse Electric. Dieser Antrieb bringt eine Leistung von rund 39.000 kW (52.000 PS) auf die einzige Welle. Laut offiziellen Angaben schafft die Klasse Geschwindigkeiten von „25+“ Knoten. Jane’s Fighting Ships gibt jedoch eine „leise“ Geschwindigkeit von 20 Knoten an und bezeichnet 39 Knoten als maximale getauchte Geschwindigkeit.
Die Seawolfs werden nicht mit einem konventionellen Propeller, sondern durch einen Düsenringpropeller angetrieben. Dieser Antriebstyp, der die Geräuschentwicklung stark reduziert, wurde bei der Seawolf-Klasse das erste Mal bei einer amerikanischen U-Boot-Klasse eingebaut. Laut dem Hersteller, Electric Boat, sind die Boote bei hoher Geschwindigkeit leiser als ein Boot der Los-Angeles-Klasse am Pier. Die taktische Geschwindigkeit, also die, bei der die Sonaranlagen noch nutzbar sind und die Geräuschentwicklung im Rahmen bleibt, soll bei 25 Knoten liegen.

### Bewaffnung

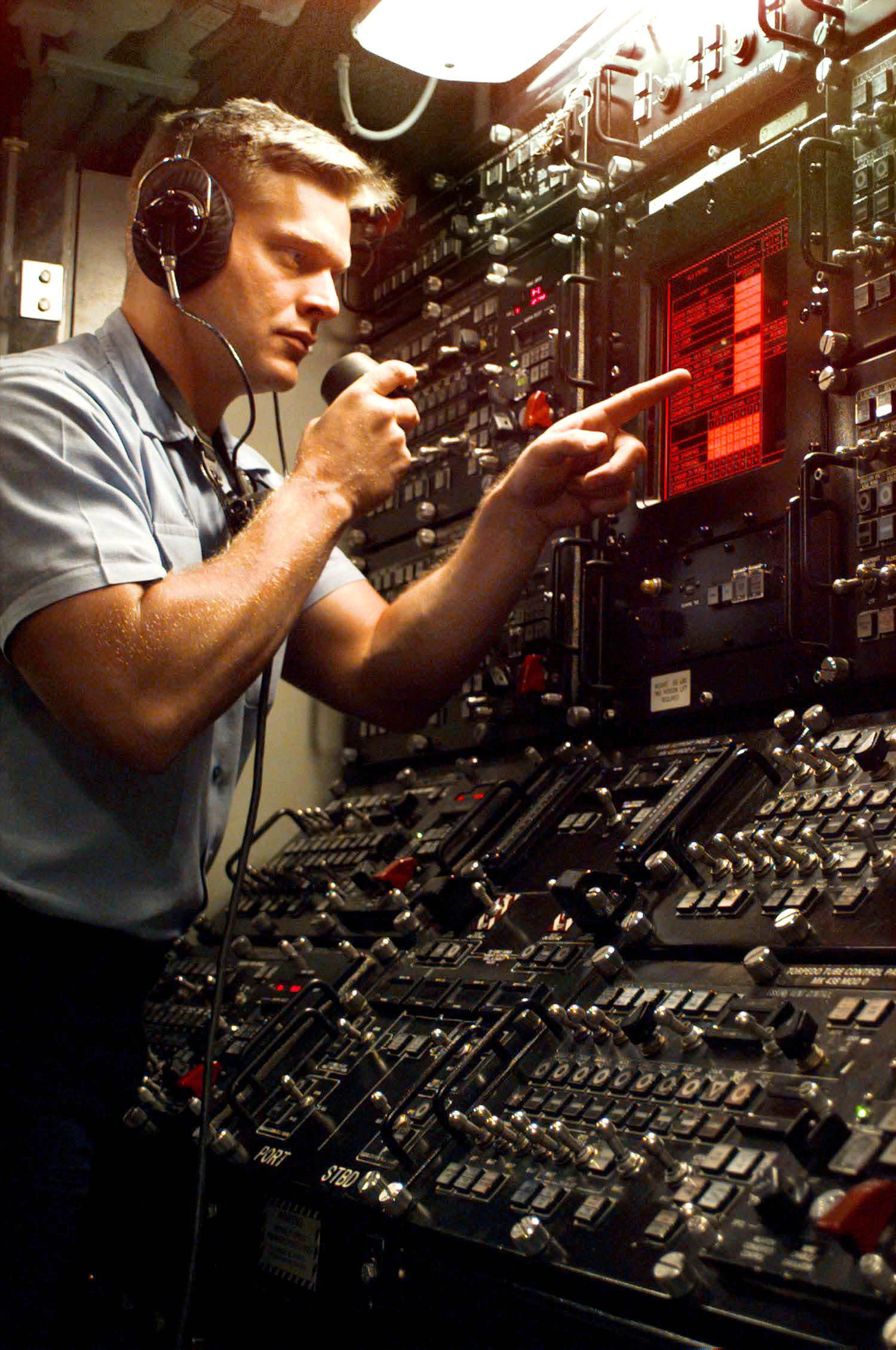
Die Waffenkonsole der USS Seawolf

Die Seawolf-Klasse besitzt im Bug acht Torpedorohre, wodurch einer der Hauptkritikpunkte an der Los-Angeles-Klasse, nämlich die zu geringe Zahl an Rohren (vier) beseitigt wurde. Diese Rohre mit Durchmesser 660 Millimeter können den Mark 48 ADCAP, die UGM-109 Tomahawk sowie den Seezielflugkörper Harpoon abschießen. Es kann eine Kombination aus 50 dieser Waffen mitgeführt werden. Alternativ können bis zu 100 Seeminen an Bord genommen werden. Im Gegensatz zur verbesserten Los-Angeles- und Virginia-Klasse wurde kein Vertical Launching System installiert, was die Möglichkeiten zu groß angelegten Landangriffen minimiert, da Marschflugkörper aus den Torpedorohren abgeschossen werden müssten.

### Elektronik
Das Sonarsystem der Seawolf-Klasse ist das BSY-2. Es besteht aus einem Kugelsonar (Niederfrequenzsonar) mit einem Durchmesser von 24 Fuß (7,3 Meter), welches im Bug untergebracht ist und sowohl aktiv als auch passiv arbeiten kann. Ein aktives Hochfrequenzsonar zum Aufspüren von kleinen Objekten wie Minen sowie zum Einsatz unter Eis befindet sich im Turm. An beiden Seiten des U-Bootes gibt es weitere passive Sensoren („Lateralsensoren“), die vor allem niederfrequente Geräuschmuster aufnehmen. Bei langsamen Fahrten können die Seawolfs ein Schleppsonar ausrollen, entweder das TB-16 (ca. 2.400 ft/730 Meter lang)  oder das TB-29. Das erste System ist dabei dicker und daher nur für sehr geringen Geschwindigkeiten geeignet, während das TB-29 auch bei Beschattungen in mittleren Geschwindigkeiten eingesetzt werden kann.
Für Navigation im aufgetauchten Zustand existiert am Turm ein Radar vom Typ BPS-16 von Litton Marine Systems, das auf dem I-Band, also zwischen 8 und 10 GHz, funkt. Für die Kommunikation stehen mehrere Antennen zur Verfügung, unter anderem Hochfrequenzantennen für die Kommunikation über Satelliten sowie Extremniederfrequenzantennen, über welche kurze Codegruppen auch bei großer Tauchtiefe empfangen werden können.
Für Fernmelde- und Elektronische Aufklärung steht ein Mast bereit, mit dem Funk- und Radarsignale geortet werden können. Außerdem gibt es zwei Periskope, eines mit etwas größerem Kopf als Suchperiskop (durch den größeren Kopf wird ein klareres Bild übertragen, aber auch der Radarquerschnitt vergrößert), und ein kleineres speziell für Angriffe gedachtes Periskop.

## Einsatzprofil

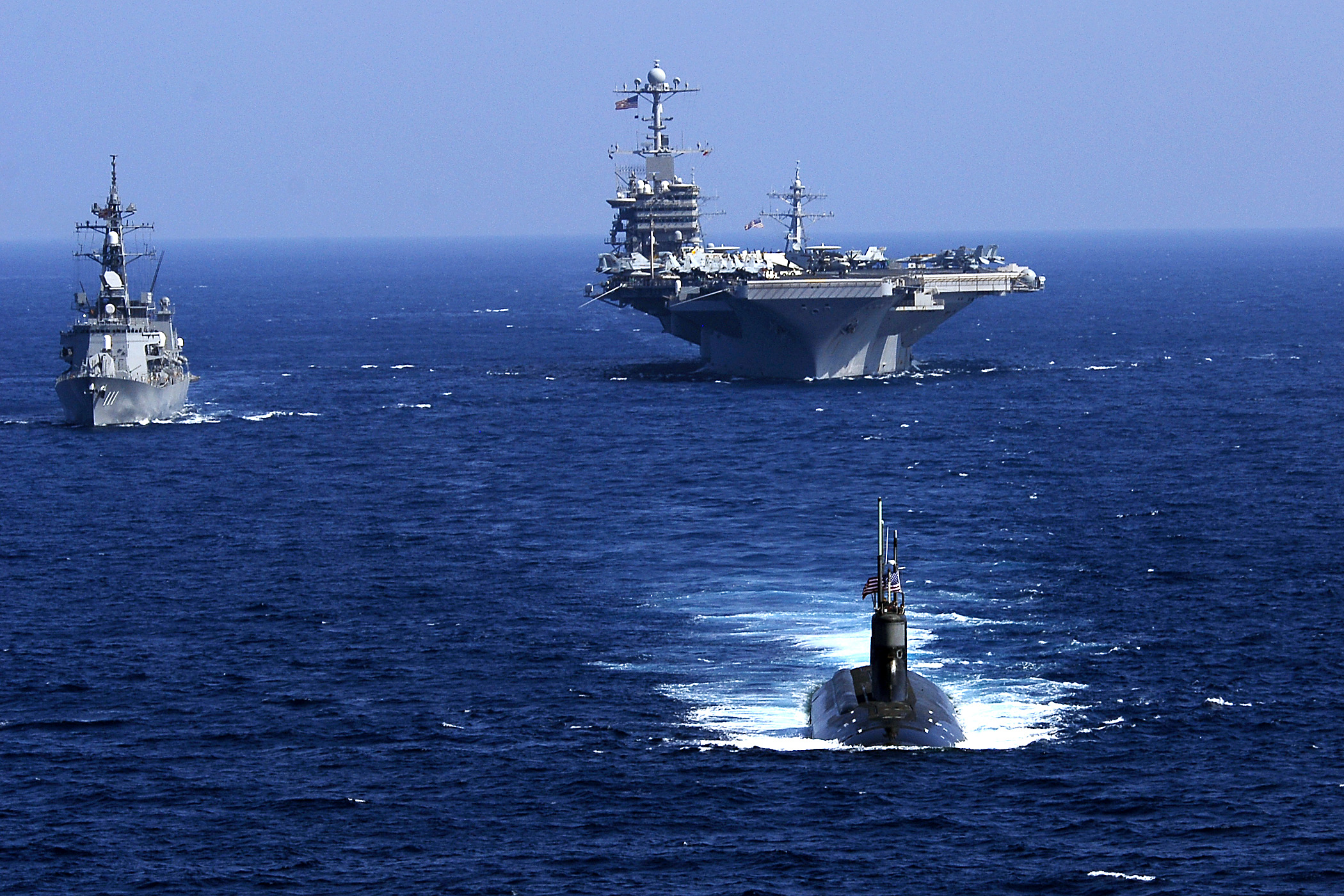
Die Seawolf im Verband mit dem Träger John C. Stennis und dem japanischen Zerstörer Oonami

Die Boote der Seawolf-Klasse wurden während des Kalten Krieges geplant. Daher wurde großes Augenmerk auf die Kampfkraft und die Tarnfähigkeiten gelegt. Als Hauptaufgabe hätten die Boote die Überwachung von sowjetischen Raketen-U-Booten (SSBN) durchführen sollen. Da diese für gewöhnlich eskortiert werden, war eine möglichst geringe Geräuschentwicklung notwendig und eine Erhöhung der Torpedorohranzahl auf acht erforderlich, um mehrere Ziele gleichzeitig bekämpfen zu können. Nur ein Torpedo gegen die sowjetisch/russischen SSBN der Typhoon-Klasse könnte aufgrund deren enormer Größe unter Umständen nicht ausreichend für eine Versenkung sein. Der Turm der Seawolfs wurde speziell verstärkt, um Operationen unter dem arktischen Eis zu ermöglichen, dem bevorzugten Einsatzgebiet sowjetischer SSBN.
Heute werden die beiden ersten Seawolfs vorwiegend im Rahmen von Flugzeugträgerkampfgruppen oder ähnlichen Verbänden eingesetzt. Das dritte Boot der Klasse wird vor allem für das Absetzen und die Wiederaufnahme von Spezialeinheiten in verdeckten Operationen eingesetzt, die der Geheimhaltung unterliegen.